# Nationalpalatset, Addis Ababa

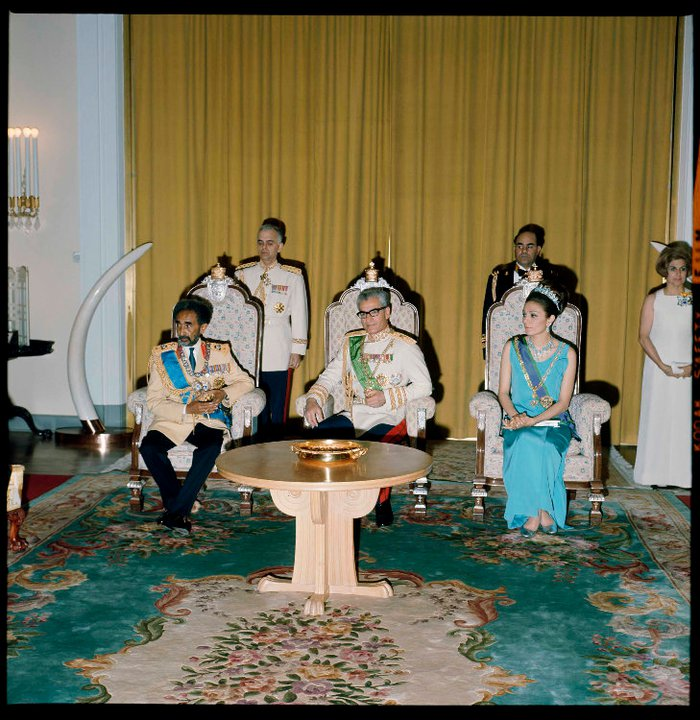
Kejsare Haile Selassie har Shan av Iran med hustru på besök i Nationalpalatset.

Nationalpalatset, är ett palats i Addis Ababa i Etiopien. Det fungerade som kejserligt residens under kejsardömet Etiopien 1960-1974, och blev sedan officiellt residens åt Etiopiens president. 